# Porte de Versailles
Porte de Versailles - stacja linii nr 12 metra  w Paryżu. Stacja znajduje się w 15. dzielnicy Paryża. Została otwarta 5 listopada 1910. W okolicy stacji mieści się elektrowozownia i warsztaty - Ateliers de Vaugirard które zbudowano w roku 1910.  

## Połączenia autobusowe i tramwajowe
- autobusy RATP 80
- autobusy nocne N13, N62, N145,
- tramwaje T2, T3.